# La Crotz e Falgarda
La Crotz e Falgarda (francès Lacroix-Falgarde) és un municipi occità del Tolosà, en el Llenguadoc, del departament de l'Alta Garona a la regió d'Occitània.